# Erik Skinhøj
Erik Skinhøj (18. marts 1918 i Aalborg – 1. marts 1983 i Taarbæk) var professor og dr.med. i neuromedicin, rektor ved Københavns Universitet 1979-82 samt far til Peter Skinhøj.
Skinhøj var søn af overlærer Jens Skinhøj (23. oktober 1882, Ettrup, Hurup Sogn – 1931) og sygeplejerske Mary Gudrun Geckler (født 1893)
Ved rektorvalget i 1979 vandt Erik Skinhøj over den daværende rektor Morten Lange.
Blev gift første gang den 27. januar 1940 med en anden overlæge, Vibeke Dahl, og fik en datter i august samme år. Blev skilt og giftede sig for anden gang den 6. januar 1943 med cand. psych. Kirsten Høy. Med hende fik han en søn og en datter i henholdsvis april 1943 og august 1947.
Victor Brockdorff malede i 1978 et portræt af ham. Fogtdals kunstleksikon (bind 2, 1989, side 78)